# Ємцов Артем Олександрович
Артем Олександрович Ємцов (нар. 8 червня 1986, Київ) — український актор театру та кіно.

## Життепис
Народився 8 червня 1986 року в Києві. Серед театральних родичів — двоюрідна бабуся Тетяна Наумова — балерина Большого театру.
Дитяче бажання бути спершу священиком, потім цирковим артистом крок за кроком призвела Артема в театральну студію, логічним продовженням якої став театральний інститут. У 2007 році закінчив курс Миколи Рушковського в Київському державному театральному інституті ім. Івана Карпенка-Карого.
Театральну діяльність розпочав з 2007 року у київському театрі російської драми імені Лесі Українки ( нині Національний академічний драматичний театр імені Лесі Українки),  куди був прийнятий без прослуховування. Потім був «Театрі на Подолі» (з 2009) і знову повернення в Лесю (з 2011).
Бере участь в антрепризних виставах («Небезпечний поворот», «Варшавськая мелодія—2»), в літературних читаннях («Майстер і Маргарита», «Поховайте меня за плінтусом»), в об'єднаних програмах за участю музикантів, оркестру…. Примітна особливість — зріст 196 см.
Живе і працює в Києві.

## Театр
Національний академічний драматичний театр імені Лесі Українки
У театрі ім. Лесі Українки зіграв наступні ролі
- 2011 — «Трохи мерехтить примарна сцена… (Ювілей. Ювілей? Ювілей!»)
- 2012 — «Удаваний хворий» за однойменною п'єсою Мольєра; реж. Аркадій Кац[ru] — Жорж, лакей
- 2013 — «Д-р» Бранислава Нушича; реж. Ірина Барковська — Мілорад
- 2014 — «Джульєтта і Ромео» за п'єсою «Ромео і Джульєтта» Вільяма Шекспіром; реж. Кирило Кашліков — Паріс
- 2014 — «Потрібен брехун!» Дімітріса Псатаса; реж. Олег Нікітін — Тудорос Паралас, брехун
- 2016 — «Суміш небес і балагану» (вечір спогадів); реж. Михайло Резнікович — учасник вистави
- 2017 — «Оголена зі скрипкою» Н. Коуарда; реж. Михайло Резнікович — Фабріс
- 2019 — «Ой!.. Андерсен! Казки» Ольги Гаврилюк за мотивами казок Ганса Крістіана Андерсена; реж. Ольга Гаврилюк — король
- 2021 — «Музика любові» за п'єсою «Жорж і Фридерик. Вона та Він» Мішель Кадо; реж. Станіслав Сукненко — Фридерик Шопен[9][10]
- 2022 — «Безіменна зірка» за однойменною п'єсою Михаїла Себастіана; реж. Євген Лунченко — Паску

Театр на Подолі
- 2007 (ввод) — «Майстер-клас Марії Каллас» Терренса МакНелли; реж. Віталій Малахов — адміністратор
- 2009 — «Хто вбив молодого В.?» (друга назва — «Нові страждання молодого В.») У. Пленцдорфа; реж. Георг Жено — Едгар[11][12]
- 2009 — «Ігри олігархів»; реж. Віталій Малахов — Бердичевський
- 2010 — «Льовушка» Анатолія Крима; реж. Ігор Славинський — Льовушка[13]
- 2010 — «Опера Мафіозо» Васила Станилова; реж. Віталій Малахов — Витторіо
- 2011 — «La Bonne Anna, або як зберегти сім'ю» Марка Камолетті; реж. Ігор Славинський — Роберт, дизайнер інтерьєрів[14]
- 2012 — «Недоумкуватий Журден» Михайла Булгакова; реж. Віталій Малахов — учитель фехтування

Театр «Актор»
- 2018 — «Приємна несподіванка» за п'єсою «Візити до містера Гріна» Джеффа Барона; реж. Ольга Гаврилюк[15]
- 2019 — «Мегери» Дона Нігро; реж. Ольга Гаврилюк[16]

Інші театри
- 2010 — «Небезпечний поворот» Дж. Прістлі; реж. Ірина Зільберман — Гордон (Продюсерський центр «Доміно-Арт»)[17]
- 2003 (ввод) — «Варшавська мелодія—2» театральна фантазія Ігоря Афанасьєва за п'єсою Леоніда Зоріна; реж. Ігор Афанасьєв — Диригент (Антреприза)[18]
- 2022 — «Двоє оголених чоловіків» Себаст’яна Тері; реж. Ольга Гаврилюк («GARA», м. Київ)
- «Пригоди Піноккіо» пісочна вистава за одноіменною казкою Карло Коллоді на музику Золтана Алмаші; реж. Ольга Гаврилюк — Чтець (Національна музична академія України імені Петра Чайковського)[19]
- «Суламіта» — цар Соломон (Самостійна робота)
- «Двоє оголених чоловіків»[20]
- «Будьте здорові, мосьє!»
- «Пригоди італійців в Італії»

## Фільмографія
- 2006 — Золоті хлопці-2 — журналіст (в титрах не зазначений)
- 2007 — Серцю не накажеш — Рома
- 2008 — Рідні люди — Кирило Биків
- 2008 — Роман вихідного дня — Василь
- 2010 —2013 — Єфросинія (телесеріал) — Ромео (в титрах не зазначений)
- 2012 — Повернення Мухтара-8 (6-я серія «Прости-прощай») — Андрій
- 2013 — Реаліті (короткометражний) — Марк Боссі
- 2014 — Особиста справа — Шахов, особа нетрадиційної орієнтації